# Миленин, Антон Михайлович
Антон Михайлович Миленин (род. 7 апреля 1969, Москва) — режиссёр, актёр, педагог, член СТД РФ с 1998. С 1999 года работает в Европе как режиссёр и педагог, художественный руководитель международной компании Театр Кости Треплева, ректор UNIVERSAL ACADEMY OF HERMENEUTICS.

## Биография
Антон Михайлович Миленин родился в Москве, в актёрской семье. Все детство прошло за кулисами кукольного театра его родителей. Позже, когда в 1989 году Детский Сказочный Театр получил новое помещение, свободное время было посвящено работе в театре, начиная от участия в спектаклях, кончая работой по восстановлению театра из руин. Позже, получив режиссёрское образование, он поставил в этом театре спектакль «Синяя Птица» по пьесе М. Метерлинка.
Начал обучение актёрской профессии в Школе-студии МХАТ, курс под руководством Александра Калягина и обучаясь у таких педагогов как Алла Покровская.
После трёх лет обучения покидает Школу-студию и поступает в ГИТИС. Оканчивает обучение с дипломом актёра в 1990 году (курс Бориса Морозова и Иосифа Райхельгауза, дипломный спектакль «Убийство Гонзаго» по пьесе «Гамлет» У.Шекспира), и после поступает на режиссёрский факультет в «Школе Драматического Искусства» Анатолия Васильева на курс под руководством Василия Скорика и оканчивает в 1996 году с дипломными спектаклями «Дон Кихот» М. де Сервантес, «В ожидании Годо» С. Беккет, «Сцена из Фауста» А. С. Пушкин.
Ранее, с 1990 по 1992 год, работает в Московском Художественном театре, на одной сцене с такими актёрами как И.Смоктуновский, С. Любшин, И. Мирошниченко (спектакли : «Эквус», П. Шеффер, реж. Н. Скорик, «Додо», К. Б. Петон, реж. Н.Скорик). В 1997 году участвует в международном спектакле «Игрок» Ф. М. Достоевского, реж. В. Скорик в театральном центре Ю.Альшица Тсайтлос (Zeitlos) в Берлине.
В 1998 году участвует в международном проекте «Вакханки» («Вакханки» Еврипид) режиссёр М. Лангхофф (Matthias Langhoff) в Школе Мастеров(École des Maître), внутри проекта ставит спектакль «Пьеса сердца» Х. Мюллер.
Режиссёрская работа над текстом «Книга Иова», Библия (1999), которую ему предложил его мастер и педагог Василий Скорик, становится первой в его режиссёрской деятельности, несмотря на то, что ранее он уже ставил спектакли. Дальнейшая работа в театре проходит в основном в Италии. Ставит спектакли в таких театрах как «Театро Арджентина» («Чайка», «Дядя Ваня» А. П. Чехова). Работает как педагог не только проводя по несколько семинаров в год, но и ставит уже вначале своей режиссёрско-педагогической деятельности дипломный спектакль «Ромео и Джульетта» У. Шекспира в академии Паоло Грасси в Милане (Scuola d’arte drammatica Paolo Grassi), одной из крупнейших в Италии. Его спектакли участвуют в таких фестивалях Италии, как Сантарканджело и Вольтерра.
В течение десяти лет работы в Европе и России приходит к необходимости создания театра с постоянной труппой. В 2008 году в Москве состоялись первые открытые репетиции спектакля «Голубая змея» по пьесе Е. Ткачёвой уже под новым именем Театр Кости Треплева, после чего театр продолжил работу поставив спектакль «Василий Иваныч» по поэме А. Т. Твардовского «Василий Тёркин». Основав театр в России Антон Миленин не оставил работу в Италии проведя полугодовой цикл семинаров по пьесе «Гамлет» У. Шекспира, что в конце концов привело к созданию стабильной труппы, состоящей из итальянских актёров, и 23 апреля 2011 года основания Театра Кости Треплева в Неаполе, ознаменовав начало работы театра выпуском пяти спектаклей «Роберто Зукко» Б. М. Кольтеса, «Так говорил Оскар Уальд» и «Политика» по сказкам Оскара Уайльда, «Z» по художественным и философским текстам о любви, и «Stasera si recita l’ogetto».
В данный момент ведется работа не только в рамках деятельности самого театра, но также и реализация проекта Школы Кости Треплева.
С 2014 года является ректором UNIVERSAL ACADEMY OF HERMENEUTICS.

## Режиссёр
- «Жак — фаталист и его хозяин», Д. Дидро, лауреат фестиваля в Даугавпилсе (Латвия, Рига, 1995)
- «Синяя птица», М. Метерлинк (Москва, «Сказочный театр»,1995)
- участник международного семинара в ГИТИСе по творчеству А. П. Чехова «Три сестры», «Вишневый сад», А. П. Чехов, Россия — США — Австралия — Испания — Таиланд, худ. руководитель С. А. Исаев (Москва, 1996)
- «Пьеса сердца» Х. Мюллер (Италия — Бельгия — Франция — Россия, Школа мастеров, 1998)
- «Книга Иова», Библия (Италия, Болонья, театральная ассоциация «Момопипдеус», 1999)
- «Дядя Ваня», А. П. Чехов (Италия, Рим, театральная компания Джорджио Барберио Корсетти, «Театро Арджентина», 2000)
- «Игроки», Н. Гоголь,Лауреат фестиваля «Бинари-Бинари» в Сан-Вито. Фестиваль «Театр Невозможного» в Вольтерре.(Италия, Венеция, театральная ассоциация «Момопипдеус», 2000)
- «Чайка», А. П. Чехов (Италия, Рим. Театральная компания Джорджио Барберио Корсетти, театр «Арджентина»; театральный центр «Пьетралата», 2001)
- «Ромео и Джульетта», У. Шекспир (Италия, Милан, Миланская Театральная Академия, Школа Паоло Грасси, 2001)
- «В одиночестве хлопковых полей», Б. М. Кольтес (Италия, лауреат фестиваля в Сантарканджело, 2002)
- «Без театра нельзя», по пьесам «Лес», «Без вины виноватые», «Таланты и поклонники», А. Н. Островского (Италия, Рим, театр «Вашелло», 2003)
- «Роберто Зукко», Б. М. Кольтес, лауреат фестиваля в Бути Понтедера (Италия, Рим, «Метатеатр», социальный центр «Реальто»; Франция, Ренн, Театр «Игор Дромеско», 2004)
- «Голубая змея», Е. Ткачева (Россия, Таруса, семинар молодых драматургов под патронажем СТД, 2004)
- «Нервы, нервы» по пьесе «Без вины виноватые», А. Н. Островского (Италия,Бути, Понтедера, Международный театральный фестиваль «Пикколи Фуоки», 2007)
- Художественно — музыкальная программа в рамках фестиваля «Русский реализм XX века», (Италия, Потенца, 2007)
- Открытие международного театра «Театр Кости Треплева», спектакль «Голубая Змея», Е. Ткачева (Москва, 2008)
- «Василий Иваныч», по поэме А. Т. Твардовского «Василий Теркин» (Москва, Театр Кости Треплева, 2009)
- «Спектакль Кости Треплева» по произведениям А. П. Чехова, А. А. Тарковского, Б. М. Кольтеса, Б. Пастернака, Н. Заболоцкого и Е.Ткачевой (Москва, Театр Кости Треплева, 2009)
- Открытие ассоциации Театр Кости Треплева, спектакль «Роберто Зукко» Б. М. Кольтеса (Италия, Неаполь, Театр Кости Треплева, 2011)
- «Con la Z» («Z — filosofia cin la frusta») по текстам: Ватьсьяяна «Камасутра», Ф.Ницше «Так говорил Заратустра», Пабло Неруда, 
 З.Фрейд «Три очерка по теории сексуальности», «Платон Пир», Б. М. Кольтес «Западная пристань», Н.Бердяев «Смысл творчества», 
 Феофан Затворник «Смысл духовной жизни» (Италия, Неаполь, Театр Кости Треплева, 2011)
- «Так говорил Оскар Уальд» («Così parlò Oscar Wilde») «Соловей и роза», «De profundis», «Великан эгоист», «Счастливый принц» О.Уальда, «Пророк» Х.Джебрана,
 «101 история Дзэн» (Италия, Неаполь, Театр Кости Треплева, 2011)
- («Politica secondo Ravaglia») «Молодой король» О.Уайльда
- «Сегодня мы не импровизируем» («Stasera si recita l’ogetto») по текстам «Гамлет» У.Шекспира, «Иванов» А. П. Чехова, «Король умирает» Э.Ионеско, «Роберто Зукко» Б. М. Кольтес, «Чайка» А. П. Чехова (Италия, Неаполь, Театр Кости Треплева, 2011)

## Педагог
- ГИТИС, педагог, курс В.Скорика (Москва, 1996—1998)
- дипломный спектакль «Ромео и Джульетта», У. Шекспир (Италия, Милан, Миланская Театральная Академия, Школа «Паоло Грасси», 2001)
- «Диалоги», Платон, «Роберто Зукко», Б. М. Кольтес (Италия, Рим, «Терца Университа», 2004)
- семинар по актёрскому мастерству по пьесе «Роберто Зукко» Б. М. Кольтес (Франция, Ренн, «Загородный Театр» Игоря Дромеско, 2004)
- семинар по пьесам «Дон-Жуан или каменный гость» Ж. Б. Мольера и «Пир» Платона (Италия, Рим, 2005)
- первый этап семинара для актёров-профессионалов по текстам: «Преступление и наказание», Ф. М. Достоевский; «Так говорил Заратустра», Ф.Ницше (Италия, Рим,2005)
- второй этап семинара для актёров-профессионалов (Италия, Рим, театр «Россо», результаты представлены на Фестивале в Бути,Италия, 2006)
- семинар по тексту «Государство» Платона (Италия, Неаполь, театр «Галерея Толедо», 2006)
- цикл конференций «Два крыла Чайки — Станиславский и Мейерхольд» и семинар по пьесе А. Чехова «Чайка» (Италия, Рим, Академия Драматического Искусства; «Прима Университа»; Круглый Стол в «Арт-кафе» при Академии Драматического Искусства Сильвио Д’Амико, 2007)
- семинар по произведениям Андрея Тарковского: «Сталкер», «Ностальгия», «Жертвоприношение»(Россия, Москва, Театр Европы, «Школа Драматического Искусства», 2008)
- семинар по пьесе «Чайка», А. П. Чехова (Италия, Рим, 2009)
- цикл семинаров по пьесе «Гамлет» У.Шекспира, «Король умирает» Э.Ионеско, «Роберто Зукко» Б. М. Кольтеса, «Иванов» и «Чайка» А. П. Чехова, «Пир» Платона (Италия , Рим, Неаполь, Модена, Турин, Ливорно, Модена, 2010—2011)

## Актёр
- «Эквус», П. Шеффер, реж. Н. Скорик, «Додо», К. Б. Петон, реж. Н. Скорик (Москва, МХАТ им. Чехова, 1990—1992)
- «Игрок», Ф. М. Достоевский, реж. В. Скорик (Германия, Берлин, Театральный Центр «Цайтлос», 1997)
- «Вакханки», Еврипид, реж. Матиас Лангхоф, «Пьеса сердца», Х. Мюллер, реж. А. Миленин (Италия — Бельгия — Франция — Россия, Школа Мастеров, 1998)

## Пресса
- «la Repubblica.it» Театрральный фестиваль 2007
- «Teatro.it» Международный театральный фестиваль 2007
- Программа фестиваля Volterrateatro на 2000 год
- Спектакль в театре Бути «Нервы, нервы» по пьесе А. Н. Островского «Без вины виноватые»
- Семинар «Король-Гамлет»
- «Corriere della sera» Открытые репетиции «Чайки»
- «Corriere della sera» спектакль «Ромео и Джульетта»
- «Corriere della sera» дипломный спектакль в Паоло Грасси
- «Succedeoggi» Лючия Машино
- «Marigliano.net» статья о семинаре Король-Гамлет
- информация о спектакле «Чайка» на сайте актёра Филиппо Тими
- актёр Фортунато Черлино о А.Миленине